# Floortime
Floortime, ou plus exactement le modèle développemental, basé sur les relations et les différences individuelles (DIR), est un modèle de prise en charge de l'autisme développemental, permettant d'évaluer et de comprendre le développement de l'enfant. Il est particulièrement efficace[réf. souhaitée] pour l'identification de profils de développement et l'élaboration de programmes pour les enfants qui présentent des retards de développement en raison de l'autisme ou d'autres troubles du développement. Ce modèle a été développé par le Dr Stanley Greenspan et présenté pour la première fois en 1979 dans son livre Intelligence and Adaptation. 